# 4945 Ikenozenni
4945 Ikenozenni је астероид главног астероидног појаса са средњом удаљеношћу од Сунца која износи 2,574 астрономских јединица (АЈ).
Апсолутна магнитуда астероида је 13,0.